# ألتون تيري
ألتون تيري (بالإنجليزية: Alton Terry)‏ هو رامي الرمح ‏ أمريكي، ولد في 24 نوفمبر 1912 في برادي في الولايات المتحدة، وتوفي في 13 يوليو 2003 في هيوستن في الولايات المتحدة.

## وصلات خارجية
- ألتون تيري على موقع أوليمبيديا (الإنجليزية)